# Modulus lindae
Modulus lindae är en snäckart som beskrevs av Edward James Petuch 1987. Modulus lindae ingår i släktet Modulus och familjen Modulidae. Inga underarter finns listade i Catalogue of Life.